# Östkaribiens Davis Cup-lag
Östkaribiens Davis Cup-lag representerar OECS-medlemsstater i tennisturneringen Davis Cup, tidigare International Lawn Tennis Challenge. Östkaribien debuterade i sammanhanget 1991.